# 西班牙國家航空602號班機空難
西班牙國家航空602號班機空難是西班牙國家航空一班來回瓦倫西亞機場到伊維薩機場定期航班。1972年1月7日，西班牙國家航空602號於伊維薩山區墜毀，造成104名乘客死亡。